# Spirit River (Alberta)
Spirit River est une ville (town) de Spirit River No 133, située dans la province canadienne d'Alberta.

## Démographie
En tant que localité désignée dans le recensement de 2011, Spirit River a une population de 1 025 habitants dans 425 de ses 471 logements, soit une variation de -10.7% avec la population de 2006. Avec une superficie de 2,805 2 km2, la ville possède une densité de population de 365,392 8 hab/km2 en 2011.
Concernant le recensement de 2006, Spirit River abritait 1 148 habitants dans 447 de ses 466 logements. Avec une superficie de 2,805 2 km2, la ville possédait une densité de population de 409,2 hab/km2 en 2006.
| 2001  | 2006  | 2011  | 2016 |
| ----- | ----- | ----- | ---- |
| 1 100 | 1 148 | 1 025 | 995  |